# Mount & Blade
Mount & Blade (с англ. — «Верхом с клинком») — компьютерная игра в жанре Action/RPG с открытым миром, разработанная турецкой компанией TaleWorlds и выпущенная Paradox Interactive для Microsoft Windows в 2008 году. На русском языке игра была выпущена компаниями Snowball Interactive и 1С под названием «Mount & Blade: История героя».
Действия игры происходят в вымышленном мире (Кальрадия), напоминающем средневековую Европу, с несколькими воюющими друг с другом государствами. В отличие от многих компьютерных игр схожей тематики, Mount & Blade не содержит фэнтезийных элементов наподобие магии или вымышленных существ и является своего рода симулятором средневековой жизни. В игре большую роль играют путешествия и сражения верхом на коне во главе вооруженного отряда — в таких сражениях могут принимать участие десятки и сотни воинов с обеих сторон. Mount & Blade не содержит определённого сюжета, вместо этого предлагая игроку множество занятий, будь то жизнь наемника, торговца или феодального лорда.
Mount & Blade получила в целом положительные оценки критики: рецензенты высоко оценили боевую систему и свободу, предоставленную игроку; критику вызвала примитивная графика и однообразные, часто повторяющиеся задания и локации. Вокруг Mount & Blade возникло сообщество, активно занимающееся созданием модификаций к игре. В дальнейшем были выпущены два самостоятельных дополнения: Mount & Blade: Warband, расширяющее игру и добавляющее в неё многопользовательский режим, и «Mount & Blade. Огнём и мечом», переносящее действие игры из вымышленного сеттинга в историческую Европу XVII века.
Для игры доступно множество модов и дополнений.
Продолжением серии является Mount & Blade II: Bannerlord.

## Геймплей и боевая система
В игре нет какого-либо определённого сюжета и чёткой цели. Все получаемые им задания направлены на получение денег и/или опыта (за исключением нескольких), влияют либо на отношения с лордами, либо на отношения с городами, сёлами или целыми государствами. Также в игре есть претенденты на престол одной из фракций, приняв сторону которых, игрок может развязать гражданскую войну, создать империю и свергнуть короля. Валютой в игре является динар (Denar).
Все события в Mount & Blade происходят на территории выдуманного континента Кальрадии (англ. Calradia), протянувшегося от заснеженных северных холмов к жарким пустыням, и вмещающего 18 крупных и большое количество средних городов, деревень и замков, разделённых между пятью враждующими странами: королевствами Норд (The Kingdom of Nords), Вегир (The Kingdom of Vaegirs), Свадия (The Kingdom of Swadia), Родок (The Kingdom of Rhodoks) и Хергитским ханством (The Khergit Khanate). В версии M&B Warband добавлено шестое государство, размещённое в пустыне — Сарранидский султанат (Sarranid Sultanate), пребывающий в перманентной распре с Кергитским ханством. Во главе каждого государства стоит правитель (король, хан, султан, соответственно типу государства), который может назначать маршала, командующего лордами во время военной кампании.
Помимо армий по континенту путешествуют крестьяне и купеческие караваны, учитывающие отношение их фракций к игроку. Также есть внефракционные войска разных видов: морские налётчики (самые сильные), лесные бандиты, горные бандиты, воры, дезертиры всех фракций, степные бандиты — все они к игроку враждебны. Нейтральна только конница «охотники за головами», способная всех вышеперечисленных, кроме морских бандитов, брать в плен. Её можно нанять для добычи пленных, с перспективой развития в тяжеловооружённых «начальников работорговцев».

### Создание и развитие персонажа
Как и во многих подобных играх, перед началом игры надо создать персонажа. Сначала предлагается выбрать пол, затем происхождение и прошлое героя, а также указать причину, по которой он решил отправиться в путешествие. Все эти параметры повлияют на начальные навыки персонажа, его снаряжение и сложность игры на начальном этапе.
Убивая врагов или выполняя задания, игрок получает опыт. По достижении определённого количества опыта герой переходит на новый уровень. При переходе на новый уровень даётся 1 очко характеристик (сила, ловкость, интеллект и харизма), 1 очко навыков (живучесть, владение оружием, верховая езда, хирургия, лидерство и т. д.), и 10 очков мастерства (одноручное, двуручное, древковое, метательное оружие, а также луки и арбалеты).

### Ближний бой
Боевая система ближнего боя состоит из четырёх разных атак (в основном, это рубящий удар слева, справа, сверху, а также колющий удар) и четырёх видов их отражения. Оружие ближнего боя разделяется на несколько типов:
- Одноручное оружие
- Двуручное оружие
- Древковое оружие
- Метательное оружие

Также есть сочетания: с метательным оружием часто сочетается древковое (дротики) и одноручное (топоры). Несколько ограничений: классические — двуручник не сочетается ни с чем иным, снаряды для луков/арбалетов должны быть в оружейных слотах; специфическое — два одноручных оружия использовать нельзя из-за системы управления блокированием.

### Верховой бой
Верховой бой значительно отличается от обычного. Удары осуществляются так же, как и в пешем бою. При атаке противника на большой скорости значительно повышается уровень повреждений. То же самое относится к метательному оружию. Повреждения могут нанести как игроку, так и его коню, наконец игрок может лишиться коня и будет вынужден продолжать бой пешим, или поймать нового коня, оставленного на поле боя.
Если использовать древковое оружие, становится доступным «рыцарский удар», наносящий значительные повреждения. Для его совершения нужно разогнаться до определённой скорости, нажать x(ч), чтобы возвести его в боевое положение, и при удачном попадании во врага автоматически совершится «рыцарский удар».
Сочетания и ограничения есть и здесь: Часть древковых неприменима вовсе, как и некоторые арбалеты и щиты с соответствующей отметкой в описании.

### Создание и развитие армии
Собственная армия игрока может пополняться из завербованных в деревнях крестьян, добровольцев из таверн в крупных городах, пленников (отбитых в бою своих — сразу, противников — на привале, при хорошем навыке переубеждения и достаточном уровне морали в отряде с учётом пополнения), иногда пополнения происходят по квестам на обучение новобранцев. Все типы войск набирают опыт в бою и переходят в следующие звания, до достижения наиболее продвинутых в своём классе. В некоторых случаях тип может быть изменён, например, новобранца-пехотинца можно оставить развиваться в пехоте либо сделать стрелком.
Отдельно в тавернах можно нанять компаньонов, специализирующихся, например, по фортификации или торговле (для облегчения осад замков или торговых операций, пока игрок не прокачал себя в данном профиле до достаточного уровня). При захвате замка специалист может быть назначен на пост губернатора, а из войск составляется гарнизон. Если замок будет передан правителем другому лорду, войска теряются. Если управляемый специалистом замок захвачен, тот попытается спастись в другой замок игрока, при его наличии.

## Модификации
Созданные для Mount & Blade модификации многообразны: меняют внешний вид предметов в игре, домов, замков, заменяют все текстуры на более качественные, добавляют другое и(или) новое звуковое сопровождение, изменяют ландшафт карты мира. Во многих модификациях изменяется геймплей: добавляется огнестрельное оружие, мораль войск, появляется возможность стать лидером фракции и многое другое. Модификации для отличных от установленной версий игры, в том числе дополнений, не совместимы с игрой, хотя могут быть ограниченно портированы.

## Отзывы
| Сводный рейтинг    | Сводный рейтинг                                       |
| Агрегатор          | Оценка                                                |
| ------------------ | ----------------------------------------------------- |
| GameRankings       | 73,41 %                                               |
| Metacritic         | 72/100 (27 обзоров)                                   |
| Иноязычные издания |                                                       |
| Издание            | Оценка                                                |
| Eurogamer          | 5/10                                                  |
| GamePro            | [ 5 ]                                                 |
| IGN                | 8/10                                                  |
| PC Zone            | 62/100                                                |
| Pelit              | 88/100                                                |
| PC Advisor         | [ 9 ]                                                 |
| Награды            |                                                       |
| Издание            | Награда                                               |
| GamePro            | Editor's Choice                                       |
| Mod DB             | Best Indie Game (Editor's Choice and Player's Choice) |
| IGN                | PC Editors' Favorites of 2008                         |

Отзывы о Mount & Blade в основном были позитивными; оценка Metacritic составляет 72/100, а GameRankings — 73 %. Обозреватели признали большой потенциал игры, но отмечали при этом общее низкое качество продукта. GameSpot заключил, что «игра скорее недоразвита, чем плоха». Eurogamer написал отзыв в подобном же ключе, отметив, что Mount & Blade «хоть и обладает интересными особенностями, но в нынешнем состоянии игра не приблизилась к выполнению своих обещаний». IGN оценили игру положительно, назвав её «лучшей игрой про средневековье», а PC Advisor описали как «лучшая средневековая ролевая игра». Также хорошо была воспринята система навыков и развития персонажа.
Особенно высоко обозреватели оценили бои в игре. Критики Eurogamer, GameSpot, IGN и PC Advisor назвали боевую составляющую лучшей реализаций средневековых сражений из когда-либо созданных. Но не все рецензенты положительно отозвались о боевой системе; PC Zone отметили в качестве недостатка значительные различия в реализации пешего боя и верхового.
Mount & Blade была подвергнута критике за повторяющиеся квесты, диалоги и локации, а также за низкое качество графики. Eurogamer отметил, что графический движок, тем не менее, «может и привлечь к себе игроков». GameSpot также назвал диалоги с NPC больше похожими на «консультацию по путеводителю Кальрадии, чем на человеческий разговор».
Фэндом также получил положительные отзывы со стороны разработчиков и критиков. В своём интервью TaleWorlds объявили, что гордятся своим игровым сообществом, отметив и то, что «Mount & Blade является одной из самых удачных игр для разработки различных пользовательских модификаций». Обозреватели GamePro и Game Industry News также были восхищены количеством и качеством модификаций для игры, созданных ещё во время бета-тестирования.

## Продолжения

### Warband
Официальное дополнение, дата выхода которого была перенесена с осени 2009 года на 29 марта 2010 года. В России игра вышла 2 апреля 2010 г.
В Mount & Blade Warband появилась возможность играть по сети (до 64 игроков на карте) и ещё некоторое количество улучшений игры, связанных с графикой и игровым процессом в целом. В том числе была расширена территория Кальрадии и добавлена шестая фракция — Сарранидский Султанат.
Также в дополнение была добавлена возможность управлять собственным государством, окружать себя последователями из подданных-NPC или подкупить других лордов на свою сторону. Также появилась возможность обручаться с какой-либо дамой или лордом (в зависимости от пола персонажа игрока).
Были и изменения в военной тематике. Теперь при сражениях с какой-либо фракцией нанятые в её деревнях солдаты начинают дезертировать, так как не согласны убивать своих. У воинов есть мораль, и теперь они могут сбежать с поля боя, если видят силовой перевес противника.

### Огнём и мечом
«Mount & Blade. Огнём и мечом» — дополнение к игре «Mount & Blade. История героя». Разработкой этой игры занимаются студия «СіЧъ» и продюсерский фонд Snowberry Connection. Официальным издателем игры являются Snowball Studios и «1С».
Игра вышла в 2011 году.
В отличие от оригинала в вымышленном мире, действие дополнения разворачивается в 1654—1655 годах на территории Восточной Европы и включает в себя три различные сюжетные линии. В игре присутствуют пять государств-фракций: Речь Посполитая, Московское царство, Войско Запорожское, Крымское ханство и Королевство Швеция.